# Paula Jusić
Paula Jusić je hrvatska pjevačica, glumica, tekstopisac i producentica.

## Životopis
Paula Jusić - pjevačica je vrlo osebujnog glasa, koja već dugi niz godina egzistira na domaćoj i inozemnoj sceni, vrlo profesionalno i samozatajno držeći svoju konstantu već dugi niz godina. Autorica je brojnih tekstova pjesama, kako dječjih, tako i zabavnih, pop i šansona. Paralelno s glazbenom karijerom završava i Fakultet za defektologiju. Kao diplomirani profesor defektolog - logoped, spaja svoje zvanje s glazbom. Diplomirala je na temu muzikoterapije.

#### "Velike priče"
Od malih nogu oblikuje svoj glazbeni talenat i već sa 6 godina, kao «malo čudo od djeteta», polazi Dječji zbor Radio-televizije Zagreb. Već sljedeće godine dobiva svoju prvu solo pjesmu autora Đorđe Novkovića, «Velike priče». Svira gitaru i obou, školovala je svoj glas na odjelu solo pjevanja u glazbenoj školi «Vatroslav Lisinski». Bavi se glumom, a kao djevojka postaje glavna solistica tada prestižnog djevojačkog zbora «Zagrepčanke» Svoj glas posuđuje i u mnogim reklamama (jedna od prvih reklama za «Naru», «Coca Colu», «Jolly» i sl. ), i tako se polako profilira na svim glazbenim poljima. Među odabranim solisticama dječjeg zbora snimila je pjesme Arsena Dedića u dječjem filmu "Vlak u snijegu".
Sredinom 80 –ih nižu se i prve nagrade : na Prvom pljesku, uvjerljivom pobjedom – 1. nagrada stručnog žirija i 1. nagrada publike, jednoglasno je proglašena najboljim pjevačem amaterom Republike Hrvatske, i to s hrvatskim prepjevom pjesme «I will survive». Tako dobiva i poziv za nastup na tada visoko rangiranom Krapinskom festivalu, gdje je te godine stala rame uz rame s Terezom Kesovijom, Kićom Slabincem i mnogim drugim, te dobila drugu nagradu publike s pjesmom Dalibora Paulika «Tvoje oči».
Postaje redoviti gost svim većim koncertima, kao «nova nada hrvatske estrade», a sama s ponosom voli reći da se iz tog vremena najradije sjeća humanitarnih koncerata «Arenin pothvat godine», gdje je uvijek nastupala s vrhom glazbene scene.

#### "Stop the war in Croatia"
Godine 1989. odlazi s Tomislavom Ivčićem i Zlatnim dukatima na uspješnu turneju u SAD. Nakon povratka slijede pripreme za snimanje albuma prvijenca. Tada dolazi poziv iz Beča. Sljedeće dvije godine pod imenom duo "Malibu" (čiji drugi član je bio Đelo Jusić mlađi), Paula nastupa diljem Austrije, izvodeći svjetske jazz standarde i svjetski pop i tamo snima svoj prvi album. Dolazi ratna godina, Paula odustaje od produženja ugovora u Austriji, i odlučuje cijeli svoj projekt staviti po strani za "neka bolja vremena". Zajedno s Đelom Jusićem mlađim, među prvima daje svoj glas protiv rata i 14. 09. 1991. g. održan je prvi koncert u sklopu projekta Tomislava Ivčića pod nazivom "Stop the war in Croatia", gdje Paula nastupa sa svojim kolegama Verom Svobodom, Zlatnim dukatima, Mladenom Grdovićem i Krunoslavom Cigojem, na velikom koncertu u Stuttgartu, Frankfurtu i Kolnu. Rado se odaziva snimanju band aida "Moja domovina". Snima i pjesmu i spot "Save Dubrovnik"  na engleskom jeziku, kao jednu u nizu pjesama tog doba koje su imale vrlo duboku i jasnu poruku. Poslijeratnih godina udaje se za svog dugogodišnjeg kolegu Đelu Jusića mlađeg.

#### "Vjerujem u nas"
2001 godine objavljuje za Croatia records autorski album pod nazivom "Vjerujem u nas", a s istoimenom pjesmom ima vrlo zapažen nastup na Zagrebfestu, gdje dobiva treću nagradu. Cijeli album finaliziran je i masteriran u Holywoodu, studio Warner Bros, SAD. Od suradnja s brojnim kolegama, svakao treba spomenuti Kemala Montena, koji je s Paulom otpjevao duet "Nakon toliko godina", osvojivši na Melodijama Mostara 2003. g. Grand prix, a pjesma je i dan danas veliki hit, što je potvrdila i titulom "pjesme desetljeća" 2004.g. na jubilarnom 10. festivalu Melodija Mostara. Slijedi nastup na međunarodnom festivalu Makfest 2004.,s pjesmom "Za ljubav", gdje dobiva nagradu za najbolji tekst. Iste godine na Etnofestu u Neumu ostvaruje zapažen nastup otpjevavši obradu tradicionalne pjesme "Bog neka ti prosti grijehe", te 2006. na istom festivalu obradom pjesme  "O, more duboko", za koju je snimila i video spot. Nastupom na Melodijama Mostara 2007. osvaja 2. nagradu stručnog žirija, dok dvije godine kasnije dobiva nagradu za najbolju vokalnu interpretaciju s pjesmom "Vrijeme nedostižno" i u tandemu s Đelom Jusićem mlađim postaju jedni od najnagrađivanijih autora i izvođača na tom festivalu. U svojoj dugogodišnjoj karijeri održava koncerte i nastupe u brojnim zemljama Europe i svijeta: SAD, Kanada, Japan, Rumunjska, Belgija, Nizozemska, Švicarska, Španjolska, Francuska, Italija, Njemačka, Austrija, Slovenija, BiH, Makedonija...

#### "Humanitarni projekt "Vjeruju u sutra"
Kao veliki humanitarac često zna reći da glazbu treba živjeti, a da se s pjesmom može pokrenuti cijeli svijet i učiniti čuda. Sudjelovala je u mnogim humanitarnim projektima, a jedan od nedavnih je i veliki regionalni projekt "Vjeruj u sutra". Potaknuti jedinstvom u pomoći ljudima iz Hrvatske, Bosne i Hercegovine i Srbije čiji su domovi stradali u nedavnim poplavama, Paula Jusić je zajedno sa suprugom Đelom Jusićem mlađim odlučila napisati pjesmu koja će okupiti izvođače iz sve tri pogođene regije. Njihova pjesma "Vjeruj u sutra" ujedinila je tako neka od najpoznatijih pjevačkih imena iz Hrvatske i susjednih država, a pozivu su bez razmišljanja odazvali: Jelena Rozga, Rade Šerbedžija, Kemal Monteno, Tereza Kesovija, Zdenka Kovačićek, Danijela Martinović, Giuliano, Dražen Žerić Žera, Željko Bebek, Halid Bešlić, Amira Medunjanin, Željko Samardžić, Slađana Milošević, Dado Topić, Hanka Paldum, Ivana Kovač, Đorđe David iz Generacije 5, te Bane Krstić iz grupe Garavi sokak iz Vojvodine, Dinasco, te Krešimir Kaštelan iz Crvene jabuke.
"Pjesma "Vjeruj u sutra" rodila se gotovo u sekundi. Ona nema nikakvu političku poruku niti nam je bila namjera oživljavati neka stara vremena. Njena jedina poruka je ljudima koji su pogođeni ovom tragedijom pokazati da smo i na ovakav način uz njih i da je zajedništvo u pomoći itekako ostvarivo. Pjesma govori o prijateljstvu i vjeri u bolje sutra. Naravno, osim ovom pjesmom pomogli smo i pomažemo svi i na druge načine jer tim ljudima će pomoć i dalje biti potrebna." rekla je Paula Jusić.
Ono što se možda činilo gotovo nemogućim, jer su mnogi izvođači zbog poslovnih obaveza „razasuti“ po cijelom svijetu, spremnost na pomoć uz korištenje pametnih telefona, ali i tonskih studija koji su pristali na ovaj način pomoći pjesma je snimljena gotovo za 15 dana, a snimana je u Zagrebu, Sarajevu, Beogradu, Splitu, Novom Sadu, u SAD-u, Njemačkoj...

#### "Daske koje život znače"
Kako je gluma, uz glazbu, njena velika strast, okušala se i na kazališnim daskama, pa tako u poetskoj drami "Kako da ti snenoj kažem zbogom", autora Ladislava Prežigala, i crnoj komediji  "Sudbine"  istoga autora, sjajno igra jednu od glavnih uloga. Svakako treba spomenuti i izvnrednu glazbenu monodramu "Udovica" u kojoj Paula glumi i pjeva 7 različitih likova. 

## Glazba

#### CD "Vjerujem u nas"
1.   "Salsa"
2.   "Nema kajanja"
3.   "Naša ljubav ima tužan kraj"
4.   "Zašto sve nestaje"
5.   "Zbogom"
6.   "Voljeti tebe bio je grijeh"
7.   "Robinja"
8.   "Ti možeš sve"
9.   "Za vijeke vjekova"
10. "Hvala ti"
11. "Vjerujem u nas"
12. "Robinja /remix/"

#### CD "Dvije izgubljene duše"
1.   "Dan po dan"
2.   "Miruj srce"
3.   "Bella biondina" feat. Kemal Monteno (naslovna skladba filma i serije "Bella biondina")
4.   "Nismo se znali voljeti"
5.   "Noć bez svitanja"
6.   "Dvije izgubljene duše"
7.   "Jedino moje"
8.   "Ti budi tu" feat. Dražen Žerić Žera
9.   "Živim za jedan dan"
10. "Jube moja"
11. "Mojoj jedinoj ljubavi"
12. "Dušo moja"

#### Kompilacije i festivalska izdanja
/ "Nakon toliko godina" feat. Kemal Monteno (Melodije Mostara)
/ "Vrijeme nedostižno" (Melodije Mostara)
/ "Dojdi mi" - Malibu (Mak fest - Štip)
/ "Teško je reći zbogom" (Melodije Mostara)
/ "Al' neka, pa neka" (Pjesma Mediterana Budva)
/ "Drago more" (Pjesma Mediterana Budva)
/ "Sjećanja" (Pjesma Mediterana Budva)
/ "Predragi kaj" (Krapinski festival)
/ "Nedostaješ mi" (Hrvatska Krijesnica)
/ "O more duboko" (Etno fest Neum)
/ "Bog neka ti prosti grijehe" (Etno fest Neum)
/ "Za ljubav" (Mak fest - Štip)
/ "Pjevam ti" (Hrvatska krijesnica)
/ "Koliko puta" (Hrvatska krijesnica)
/ "Koliko puta" feat. Mladen Vulić
/ "Ja ću te" (Hrvatska Krijesnica)
/ "Vrati se" - Malibu (Mak fest - Štip)
/ "Karneval" (Karneval fezt Dubrovnik)
/ "Nić ni pozableno" (Krapinski festival)
/ "Jeden kamen i Jena rijeka" (Melodije Mostara)
/ "Ostavila sem te v srcu" (Krapinski festival)

## ADRIA TON production

#### ADRIA TON production
Od 2000-te godine zajedno sa suprugom uspješno vodi producentsku tvrtku ADRIA TON production  Arhivirana inačica izvorne stranice od 16. rujna 2011. (Wayback Machine) koja se bavi audio i video produkcijom, proizvodnjom dokumentarnih, turističkih, promidžbenih, te glazbenih filmova i spotova. Na mnogim svjetskim festivalima turističkih i promidžbenih filmova osvojili su brojne nagrade.

#### Dokumetarno-obrazovni serijal "Bajkovita Hrvatska"
Dokumentarna serija "Bajkovita Hrvatska" u prvoj sezoni donosi 120 epizoda probranih lokacija kulturne, prirodne, sakralne i povijesne baštine Hrvatske.
Emitiranje prve sezone serijala je krenulo u jesen 2014. godine na HRT-u, a za kompletan projekt, od ideje, izbora lokacija, produkcije, autorskog i tehničkog dijela, pa sve do finalnog proizvoda su zaslužni Paula i Đelo jr. Jusić, te ADRIA TON production. Paula je u serijalu zadužena za scenarij, produkciju i naraciju, dok režiju potpisuje zajedno s Đelom jr. koji je zadužen za snimanje, montažu i skladanje glazbe serijala.
Obzirom na veliki broj prirodnih i kulturnih znamenitosti, od spomenika kulture nulte kategorije, UNESCO-om zaštićenih znamenitosti, zidina, utvrda, muzeja, nacionalnih parkova, parkova prirode, zaštićenih područja... i da ne nabrajamo dalje, čitava jedna kulturološka povijest koja kroz stoljeća postoji na ovim našim prostorima, na taj način educira i dugoročno promovira sve ono na što kao nacija moramo biti ponosni, a ljude iz cijelog svijeta privlači da dođu vidjeti to naše bogatstvo.
Serijal je namijenjen za svakodnevno emitiranje s ciljanom publikom različitih dobnih skupina; od osnovnoškolaca do umirovljenika. S popratnim pisanim tekstom je prilagođen i za populaciju osoba s oštećenim sluhom, dok je s bogatstvom prirodnih šumova, glazbom i čitanim tekstom prilagođen osobama s oštećenim vidom u formi radijske priče.

## Kazalište
poetska drama "Kako da ti snenoj kažem zbogom"
- http://port.hr/kako_da_ti_snenoj_kazem_zbogom/pls/th/theatre.directing?i_direct_id=4000472&i_city_id=-1&i_county_id=-1&i_cntry_id=72&i_topic_id=4%5Bneaktivna+poveznica%5D

crna komedija "Sudbine"
- http://port.hr/pls/th/theatre.directing?i_direct_id=4000028&i_topic_id=4&i_city_id=40499&i_county_id=403&i_cntry_id=72  Arhivirana inačica izvorne stranice od 4. ožujka 2016. (Wayback Machine)

glazbena komedija - monodrama "Udovica"
- http://port.hr/pls/th/theatre.directing?i_direct_id=4001419&i_topic_id=4&i_city_id=40132&i_county_id=407&i_cntry_id=72  Arhivirana inačica izvorne stranice od 4. ožujka 2016. (Wayback Machine)